# Gustav Wilhelm Körber
Gustav Wilhelm Körber (Hirschberg, 10 januari 1817 – Breslau, 27 juli 1885)  was een Duits botanicus.

## Biografie
Körber studeerde plantkunde en natuurwetenschappen in Breslau in 1835 en vanaf 1838 in Berlijn, en behaalde zijn doctoraat in 1839 (De Gonidis lichenum).  Daarna was hij in 1842 leraar natuurwetenschappen aan het Elisabeth-Gymnasium in Breslau en vanaf 1862 privéleraar. In 1873 werd hij hoogleraar in de botanie aan de universiteit van Breslau.
Hij onderzocht voornamelijk korstmossen uit Silezië en Midden-Europa, maar ook uit de rest van Europa, het Middellandse Zee en de Arctische gebieden. Naast korstmossen onderzocht hij ook mossen.
De korstmossen Koerberia en Koerberiella zijn naar hem vernoemd.

## Publicaties
- Grundriss der Kryptogamenkunde, Breslau 1848 - Overzicht van cryptogamen.
- Parerga lichenologica: Ergänzungen zum Systema lichenum Germaniae, Breslau, 1865 - Duitse korstmossen.
- Parerga lichenologica: supplementen lichenum om Systema, 1865 - Aanvulling op "Systema lichenum".
- Lichenen aus Istrien, Dalmatien und Albanien, 1867 - Korstmossen van Istrië, Dalmatië en Albanië .
- Lichenen Spitzbergens und Novaja-Semlja's, auf der Graf Wilczek'schen Expedition, 1872 -  Korstmossen van Spitsbergen en Nova Zembla, de Wilczek expeditie.

- Author citation (botany): Körb.
- CiNii: DA02986970
- Gemeinsame Normdatei: 116296089
- International Standard Name Identifier: 0000 0000 8358 2106
- Nationale Bibliotheek van Tsjechië: mub2013763306
- Nederlandse Thesaurus van Auteursnamen: 245597220
- Istituto Centrale per il Catalogo Unico: PUVV344227
- Système universitaire de documentation: 14039415X
- Museum of New Zealand Te Papa Tongarewa: 50329
- Virtual International Authority File: 13054341
- WorldCat: E39PBJr3qTp9dJgbpPyRy8Pfbd